# Dekanat Toruń II
Dekanat Toruń II – jeden z 24 dekanatów w rzymskokatolickiej diecezji toruńskiej.

## Historia
Dekanat toruński niegdyś należał do diecezji chełmińskiej z siedzibą w Pelplinie. Od 25 marca 1992 roku przynależy on do diecezji toruńskiej. Obecny kształt dekanat uzyskał na przełomie 2001 i 2002 roku po reorganizacji struktur diecezjalnych.

## Parafie
Lista parafii (stan z 10 listopada 2018):
| Lp | Miejscowość / parafia                                         | Proboszcz / administrator                  | Zdjęcie |
| -- | ------------------------------------------------------------- | ------------------------------------------ | ------- |
| 1  | Przysiek Matki Bożej Królowej Męczenników Polskich            | ks. dr hab. Czesław Kustra CSMA, prof. UMK |         |
| 2  | Toruń Matki Bożej Zwycięskiej                                 | ks. kan. dr Dariusz Żurański               |         |
| 3  | Toruń Miłosierdzia Bożego i św. Faustyny Kowalskiej           | ks. prał. Stanisław Majewski               |         |
| 4  | Toruń św. Antoniego                                           | ks. kan. mgr Wojciech Miszewski            |         |
| 5  | Toruń św. Józefa                                              | o. Mirosław Grakowicz CSsR                 |         |
| 6  | Toruń św. Michała Archanioła i bł. ks. Bronisława Markiewicza | ks. Krzysztof Winiarski CSMA               |         |
| 7  | Toruń św. Andrzeja Apostoła                                   | ks. Łukasz Skarżyński                      |         |